# Нерес, Давид
Дави́д Не́рес Ка́мпос (порт.-браз. David Neres Campos; бразильский португальский: [daˈvid ˈnɛɾis]; род. 3 марта 1997, Сан-Паулу, Бразилия) или же просто Дави́д Не́рес (порт.-браз. David Neres) — бразильский футболист, вингер клуба «Наполи» и сборной Бразилии.
Выпускник молодёжной команды «Сан-Паулу», в 2016 году был переведён в первую команду. В январе 2017 года перешёл в «Аякс». В Нидерландах зарекомендовал себя как один из лучших молодых вингеров Европы, завоевав дубль в чемпионате и став одним из главных участников первого за 22 года выхода «Аякса» в полуфинал Лиги чемпионов УЕФА в прорывном сезоне 2018/19 года. Последующие сезоны, отмеченные постоянными травмами, привели к тому, что Нерес сыграл ограниченное количество матчей и снизил свою результативность, что привело к его переходу в украинский «Шахтёр», а затем к переходу в «Бенфику» за 15,3 млн евро.
Представляя Бразилию на различных молодёжных уровнях, впервые был вызван в сборную Бразилии в марте 2019 года и вошёл в состав команды, которая приняла участие в Кубке Америки 2019 года.

## Клубная карьера
Давид Нерес родился в Сан-Паулу и присоединился к молодёжному составу «Сан-Паулу» в сентябре 2007 года в возрасте 10 лет. В феврале 2016 года, после регулярного участия в молодёжном Кубке Либертадорес, он получил травму плеча, из-за которой выбыл из строя на несколько месяцев.
В августе 2016 года главный тренер Рикардо Гомес перевёл Нереса в основной состав. 18 октября 2016 года в матче «Флуминенсе» он дебютировал в бразильской Серии А. 22 октября в поединке против «Понте-Прета» Давид забил свой первый гол за «Сан-Паулу».

### «Аякс»
30 января 2017 года перешёл в амстердамский клуб «Аякс» за 12 млн евро.

#### Прорыв и европейский полуфинал (2016—2019)

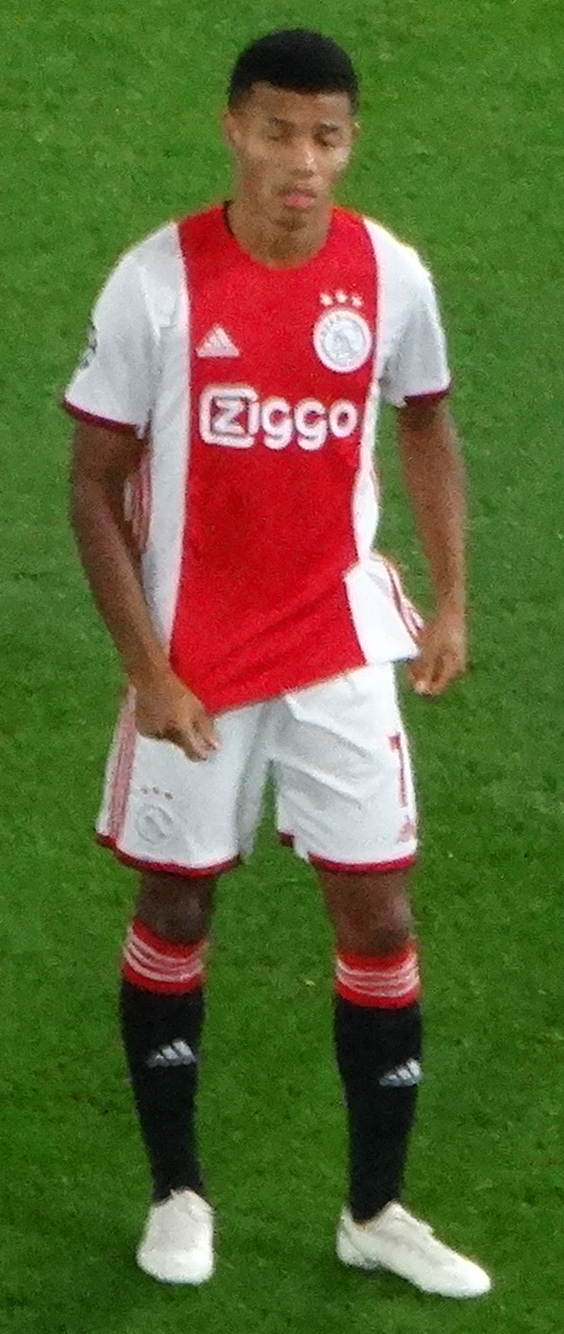
Давид Нерес в составе «Аякса» в 2016 году

26 февраля в матче против «Хераклеса» он дебютировал в Эредивизи, заменив во втором тайме Каспера Дольберга. 2 апреля в поединке против «Фейеноорда» Давид забил свой первый гол за «Аякс». В том сезоне на его счету 3 гола в 8 матчах чемпионата. Он также играл в составе команды «Аякс», которая в том году вышла в финал Лиги Европы.
В 32 матчах чемпионата Нерес отметился 14 голами и 13 результативными передачами, став самым ценным игроком «Аякса» в том году, забив больше всех голов и отдав больше всех результативных передач. Сам бразилец считает своим прорывом игру против «Фейеноорда» 22 октября 2017 года, в которой он сделал три передачи в гостевой победе со счётом 4:1.
В своём третьем сезоне Нерес забил свой первый официальный европейский гол в ворота «Стандарда» в ответном матче третьего квалификационного раунда Лиги чемпионов. В том году бразильцу не было гарантировано место в стартовом составе вплоть до февраля. В связи с этим появились слухи, что он хочет уйти. В январе «Гуанчжоу Эвергранд» сделал предложение о покупке Давида в размере 36,9 млн фунтов стерлингов, но «Аякс» в итоге отказался, поскольку хотел сохранить команду, чтобы в том году завоевать призовые места и далеко продвинуться в Лиге чемпионов. Во втором матче 1/8 финала Лиги чемпионов УЕФА против мадридского «Реала» Нерес забил второй гол, обеспечив «Аяксу» преимущество по сумме двух встреч, и голландцы в итоге победили со счётом 5:3, выбив из борьбы трёхкратных чемпионов Европы.
31 марта 2019 года забил победный гол и реализовал пенальти в матче чемпионата против ПСВ, выиграв со счётом 3:1. Он также забил важный гол в домашнем матче с «Ювентусом», чтобы сохранить надежды на выход «Аякса» в полуфинал в первом матче. Нерес выиграл свой первый титул чемпиона Эредивизи, опередив на три очка соперников из ПСВ. Бразилец также выиграл свой первый Кубок Нидерландов, в финале которого «Аякс» победил «Виллем II» (4:0).

#### Застой и последние сезоны (2019—2021)
Несмотря на интерес со стороны «Манчестер Юнайтед» и «Атлетико Мадрид», 7 августа 2019 года подписал новый контракт с «Аяксом», рассчитанный до 2023 года. Это соглашение добавило ещё один год к его предыдущему контракту, который истекал в 2022 году. В начале сезона 2020/21 Нерес вернулся в строй после травмы. 22 ноября забил свой первый гол за более чем год. После того как в начале сезона «Аякс» приобрёл Мохамеда Дарами и Стевена Бергёйса в качестве вингеров, конкуренция за бразильского игрока возросла, в результате чего он часто переставал попадать в стартовый состав.

### «Шахтёр» (Донецк)
15 января 2022 года стал игроком донецкого «Шахтёра». В феврале 2022 года после вторжения России в Украину вместе с другими бразильскими футболистами покинул Украину.

### «Бенфика»
20 июня 2022 года подписал пятилетний контракт с португальской «Бенфикой» за 15,3 млн евро. Чистая стоимость сделки составила всего 300 тыс. евро, поскольку «Бенфика» и «Шахтёр» урегулировали задолженность последнего в связи с переходом соотечественника и бывшего партнёра по команде Педриньо, за которого украинский клуб заплатил всего 3 млн евро из 18 млн евро.
Дебютировал за клуб 2 августа 2022 года в квалификационном матче лиги чемпионов УЕФА против «Мидтьюлланна». Дебютный матч в Примейра-лиге сыграл 5 августа 2022 года против клуба «Арока». Свой дебютный гол забил 23 августа 2022 года в раунде плей-офф квалификации лиги чемпионов УЕФА против киевского «Динамо». Первым голом в португальском чемпионате отличился 30 августа 2022 года в матче против клуба «Пасуш де Феррейра».

### «Наполи»
21 августа 2024 года Нерес подписал контракт с «Наполи».

## Международная карьера
В 2017 году в составе молодёжной сборной Бразилии принял участие в молодёжном чемпионате Южной Америки в Эквадоре. На турнире он сыграл в матчах против команд Чили, Парагвая, Венесуэлы, Аргентины, Уругвая и дважды Эквадора и Колумбии.

## Достижения

### Командные
«Аякс»
- Чемпион Нидерландов (3): 2018/19, 2020/21, 2021/22
- Обладатель Кубка Нидерландов (2): 2018/19, 2020/21

«Бенфика»
- Чемпион Португалии: 2022/23

«Наполи»
- Чемпион Италии: 2024/25

Сборная Бразилии
- Обладатель Кубка Америки: 2019

### Личные
- Игрок месяца Эредивизи: апрель 2018[33]
- Вошëл в символическую сборную Лиги чемпионов УЕФА: 2018/19

## Статистика выступлений
| Клуб             | Сезон            | Лига | Лига | Кубок | Кубок | Европейские кубки | Европейские кубки | Прочие | Прочие | Итого | Итого |
| Клуб             | Сезон            | Игры | Голы | Игры  | Голы  | Игры              | Голы              | Игры   | Голы   | Игры  | Голы  |
| ---------------- | ---------------- | ---- | ---- | ----- | ----- | ----------------- | ----------------- | ------ | ------ | ----- | ----- |
| Сан-Паулу        | 2016             | 8    | 3    | 3     | 0     |                   |                   |        |        | 11    | 3     |
| Сан-Паулу        | Итого            | 8    | 3    | 3     | 0     |                   |                   |        |        | 11    | 3     |
| Аякс             | 2016/17          | 8    | 3    | 0     | 0     | 4                 | 0                 |        |        | 12    | 3     |
| Аякс             | 2017/18          | 32   | 14   | 2     | 0     | 3                 | 0                 |        |        | 37    | 14    |
| Аякс             | 2018/19          | 29   | 8    | 6     | 1     | 15                | 3                 |        |        | 50    | 12    |
| Аякс             | 2019/20          | 12   | 6    | 0     | 0     | 8                 | 0                 |        |        | 20    | 6     |
| Аякс             | 2020/21          | 25   | 3    | 4     | 2     | 10                | 3                 |        |        | 39    | 8     |
| Аякс             | 2021/22          | 15   | 3    | 1     | 0     | 5                 | 1                 | 1      | 0      | 22    | 4     |
| Аякс             | Итого            | 121  | 37   | 13    | 3     | 45                | 7                 | 1      | 0      | 180   | 47    |
| → Йонг Аякс      | 2016/17          | 4    | 2    |       |       |                   |                   |        |        | 4     | 2     |
| → Йонг Аякс      | 2017/18          | 1    | 1    |       |       |                   |                   |        |        | 1     | 1     |
| → Йонг Аякс      | Итого            | 5    | 3    |       |       |                   |                   |        |        | 5     | 3     |
| Бенфика          | 2022/23          | 31   | 6    | 5     | 2     | 12                | 4                 |        |        | 48    | 12    |
| Бенфика          | Итого            | 31   | 6    | 5     | 2     | 12                | 4                 |        |        | 48    | 12    |
| Всего за карьеру | Всего за карьеру | 165  | 49   | 21    | 5     | 57                | 11                | 1      | 0      | 244   | 65    |